# 兵衛
兵衛（ひょうえ）は東京都八王子市の地名。現行行政町名で兵衛一丁目と兵衛二丁目が設置されている。住居表示実施済み区域。郵便番号は192-0918（八王子南郵便局管区）。

## 地理
八王子市南部に造成されている八王子ニュータウン（みなみ野シティ）の一区域で、ニュータウンの東部に当たる。地内には住宅のみならず工場や倉庫など小規模な工業団地にもなっている。
西は大船町、北は宇津貫町、東は町田市相原町、南は宇津貫町、七国一丁目・みなみ野一丁目・二丁目と接している。

## 歴史
1997年（平成9年）2月1日に住居表示実施のため宇津貫町・片倉町の一部が兵衛一丁目として分立したのを皮切りに、片倉町・宇津貫町の一部が順次町名変更により兵衛一・二丁目となった。

## 世帯数と人口
2017年（平成29年）12月31日現在の世帯数と人口は以下の通りである。
| 丁目       | 世帯数  | 人口    |
| ---------- | ------- | ------- |
| 兵衛一丁目 | 531世帯 | 1,317人 |
| 兵衛二丁目 | 384世帯 | 919人   |
| 計         | 915世帯 | 2,236人 |

## 小・中学校の学区
市立小・中学校に通う場合、学区は以下の通りとなる。
| 丁目       | 番地    | 小学校                       | 中学校                   | 通学許可校                   |
| ---------- | ------- | ---------------------------- | ------------------------ | ---------------------------- |
| 兵衛一丁目 | 9〜14番 | 八王子市立みなみ野小学校     | 八王子市立みなみ野中学校 | 八王子市立みなみ野君田小学校 |
| 兵衛一丁目 | その他  | 八王子市立みなみ野小学校     | 八王子市立みなみ野中学校 |                              |
| 兵衛二丁目 | 全域    | 八王子市立みなみ野君田小学校 | 八王子市立七国中学校     |                              |

町内を兵衛川が通っている。
※兵衛川の沿道には桜の木が植えられ、春には綺麗な桜を見ることができる。

## 交通

### 鉄道
地内に鉄道は通過していない。

### 道路
地内に一般国道・都道は通過していない。

## 施設
- 佐川急便八王子店
- 花王八王子センター